# 찰스 파랑지
찰스 팔랑지(Charles Parlange, 1851년 7월 23일 ~ 1907년 2월 4일)은 미국의 정치인으로 제21대 루이지애나주 부지사이다.

## 학력
- 루이지애나 센테너리 칼리지

## 경력
- 1880 ~ 1885 제37·38대 루이지애나 상원의원
- 1885 ~ 1889 루이지애나 동부지방법원 연방검사
- 1892.05 ~ 1893.12 제38대 루이지애나 상원의장
- 1892.05 ~ 1893.12 제21대 루이지애나 부지사
- 1894.01 ~ 1907.02 루이지애나 동부 지방 법원 판사